# Острів Руський
Руський — острів в Україні, входить до складу Автономної Республіки Крим.

## Географія
Розташований у затоці Сиваш, за 10 кілометрів від села Дружелюбівка. Площа острова становить 1,7 км².